# 北村文衛

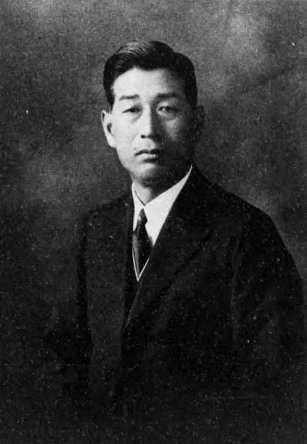
北村文衛

北村 文衛（きたむら ふみえ、1892年（明治25年）7月25日 - 1957年（昭和32年）1月12日）は、日本の衆議院議員（立憲民政党）。弁護士。

## 経歴
宮城県桃生郡鷹来村（現在の東松島市）出身。第二高等学校を経て、1917年（大正6年）に京都帝国大学法科大学を卒業。大阪商船株式会社に入社し、上海、神戸、大阪の支店で勤務した。1923年（大正12年）、仙台市に弁護士事務所を開業し、仙台弁護士会副会長を務めた。1927年（昭和2年）からは宮城県会議員に選出された。
1939年（昭和14年）、衆議院補欠選挙で当選を果たした。
1942年（昭和17年）の第21回衆議院議員総選挙では大政翼賛会の推薦を受けたが落選した。戦後、公職追放となる。1951年（昭和26年）追放解除。
その他に東北中学校理事、宮城県信用組合連合会顧問、東北特殊鋼株式会社顧問、仙台鉄道株式会社監査役を務めた。